# Ethusina abyssicola
Ethusina abyssicola är en kräftdjursart som beskrevs av Sidney Irving Smith 1884. Ethusina abyssicola ingår i släktet Ethusina och familjen Dorippidae. Inga underarter finns listade i Catalogue of Life.